# Юкі-Мару (5704)
Юкі-Мару (5704) — транспортне судно, яке під час Другої світової війни брало участь у операціях японських збройних сил на Тихому океані. 
Судно спорудили як SS War Rampart в 1919 році на британській верфі Northumberland Shipbuilding у межах урядової програми компенсації втрат під час Першої світової війни. Втім, через завершення останньої судно одразу продали компанії Steamship Co. Of New Zealand Ltd., що перейменувала його на SS Waitemata та поставила на лінію між Новою Зеландією, Австралією та Сан-Франциско. 
У 1932-му новим власником судна стала австралійська Crosby William (є відомості, що вона перейменувала чи лише збиралась перейменувати його на SS Willandra), а вже у 1933-му корабель продали японській Dairen Kisen, де він став «Юкі-Мару».
У квітні 1944-го «Юкі-Мару» реквізували для потреб Імперської армії Японії. 
3—13 червня 1944-го судно в конвої H-28 пройшло з Маніли до острова Хальмахера (північна частина Молуккського архіпелагу). 
16 червня 1944-го «Юкі-Мару» рушило назад до Маніли в конвої M-23/M-24. Тієї ж доби біля східного узбережжя острова Моротай, японський загін атакував підводний човен USS Bream, якому вдалось уразити два транспорти. У «Юкі-Мару» влучили дві торпеди, що й призвело до втрати судна, разом з яким загинуло 18 членів екіпажу.